# Acura MDX
Acura MDX — середньорозмірний SUV преміум класу, вироблений компанією Acura з 2001 року. Є першим кросовером , оснащеним третім рядом сидінь і що вміщує сімох пасажирів. Був представлений на міжнародному автосалоні в Детройті в 2000 році як заміна Acura SLX. Випускається на заводі Honda в Канаді.

## Перше покоління (2001-2006)

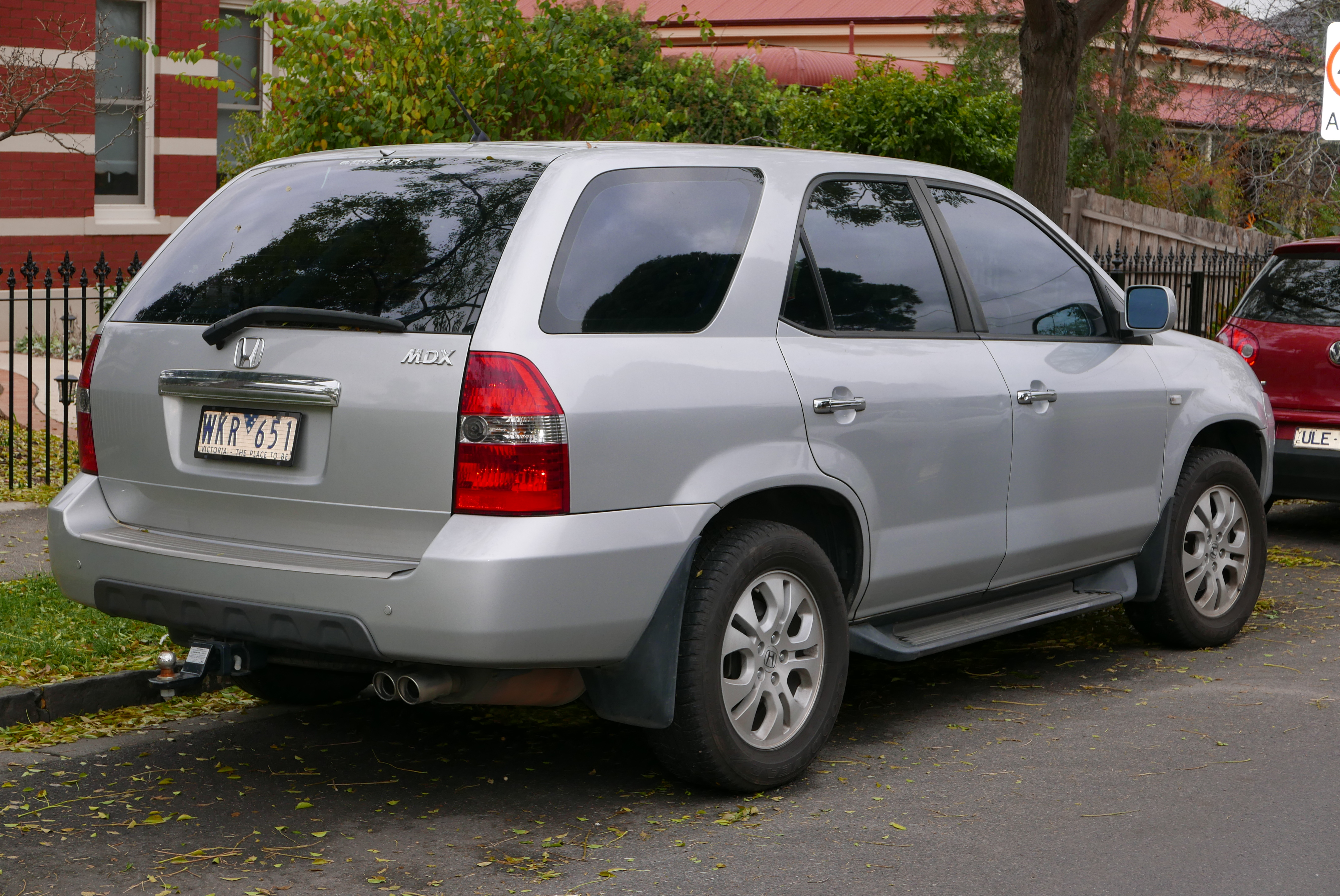
Acura MDX (2001-2006)

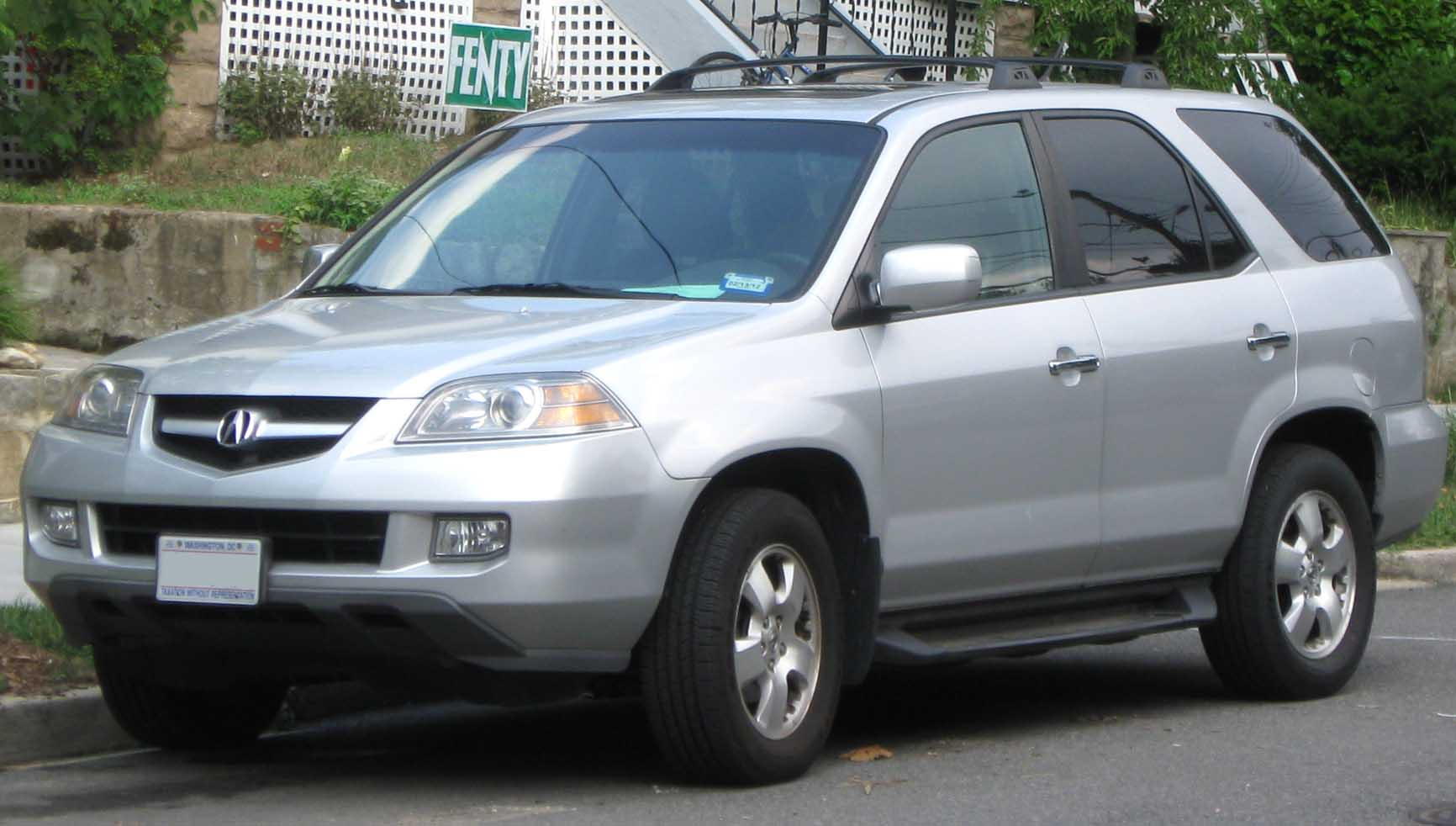
Acura MDX (2003-2006)

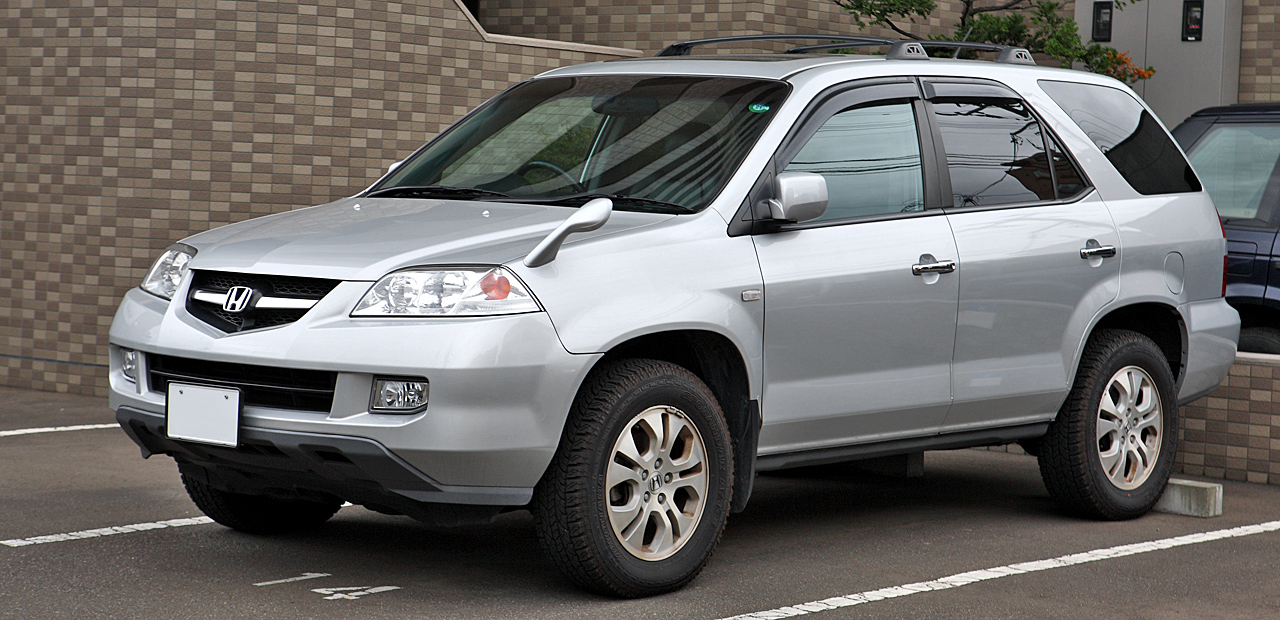
Honda MDX (2003-2006)

Acura MDX першого покоління виготовлялася в Онтаріо (Канада) і оснащувалася 3.5-літровим V-подібним 6-циліндровим бензиновим двигуном Honda J35A потужністю 240 к.с. та крутним моментом 332 Нм, оснащеним системою VTEC, а також п'ятиступінчатою автоматичної коробкою перемикання передач. 
Трансмісія забезпечена автоматичною системою повного приводу VTM (Variable Torque Management), яка підключає задній міст при пробуксовці переднього, а також примусовим блокуванням міжосьового диференціала.
В 2003 році автомобіль модернізували, потужність двигуна зросла до 265 к.с., крутний момент до 343 Нм.
З березня 2003 по 2006 рік на японському ринку автомобіль пропонувався під назвою Honda MDX.

### Двигуни
Бензинові
- 3.5 л SOHC VTEC J35A V6 240 к.с. при 6200 об/хв 332 Нм при 3000-5000 об/хв (2001-2002)
- 3.5 л SOHC VTEC J35A V6 265 к.с. при 6200 об/хв 343 Нм при 3000-5000 об/хв (2003-2006)

### Нагороди
- У 2001 році автомобіль отримав звання «Північноамериканська вантажівка року».

## Друге покоління (2006-2013)

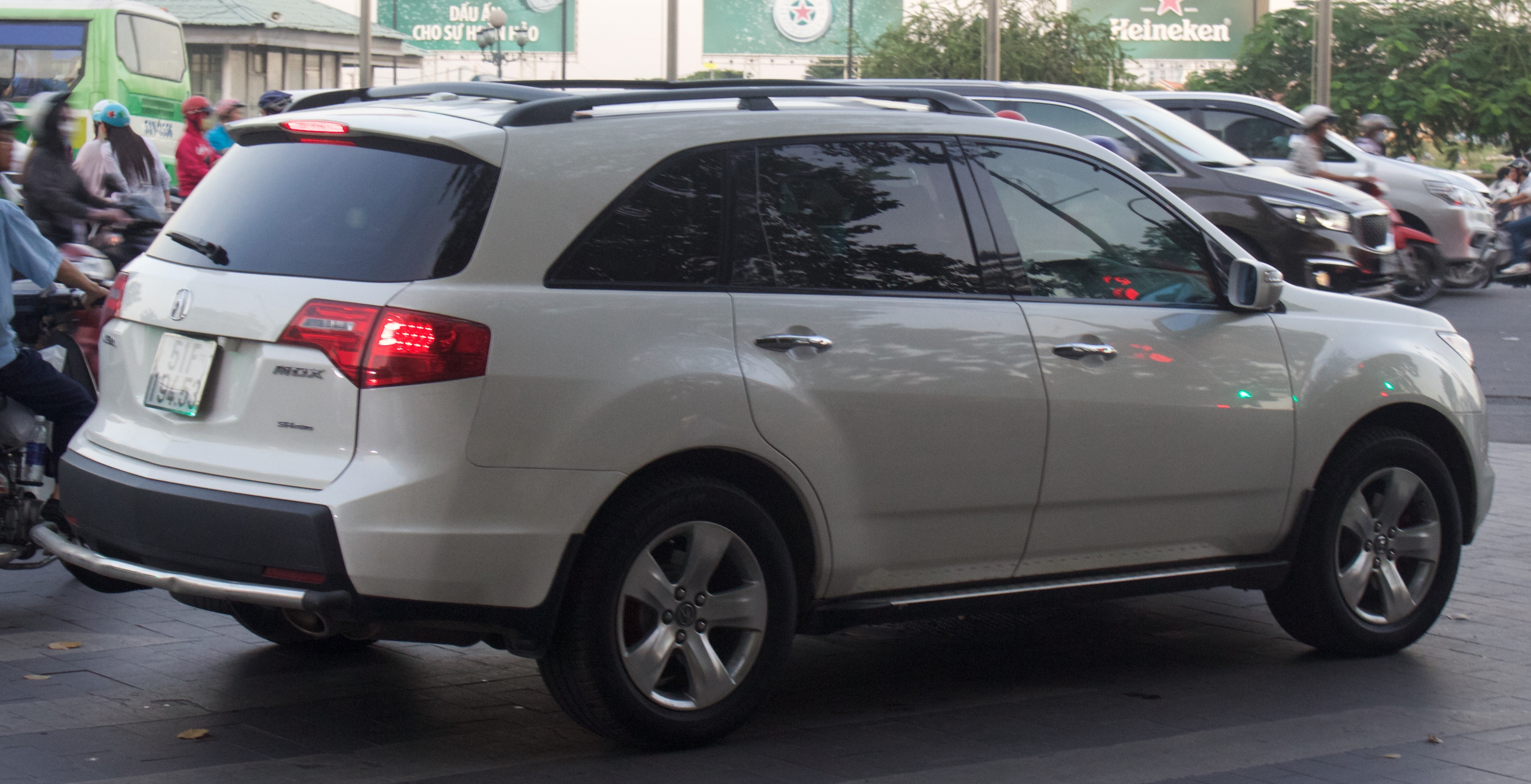
Acura MDX

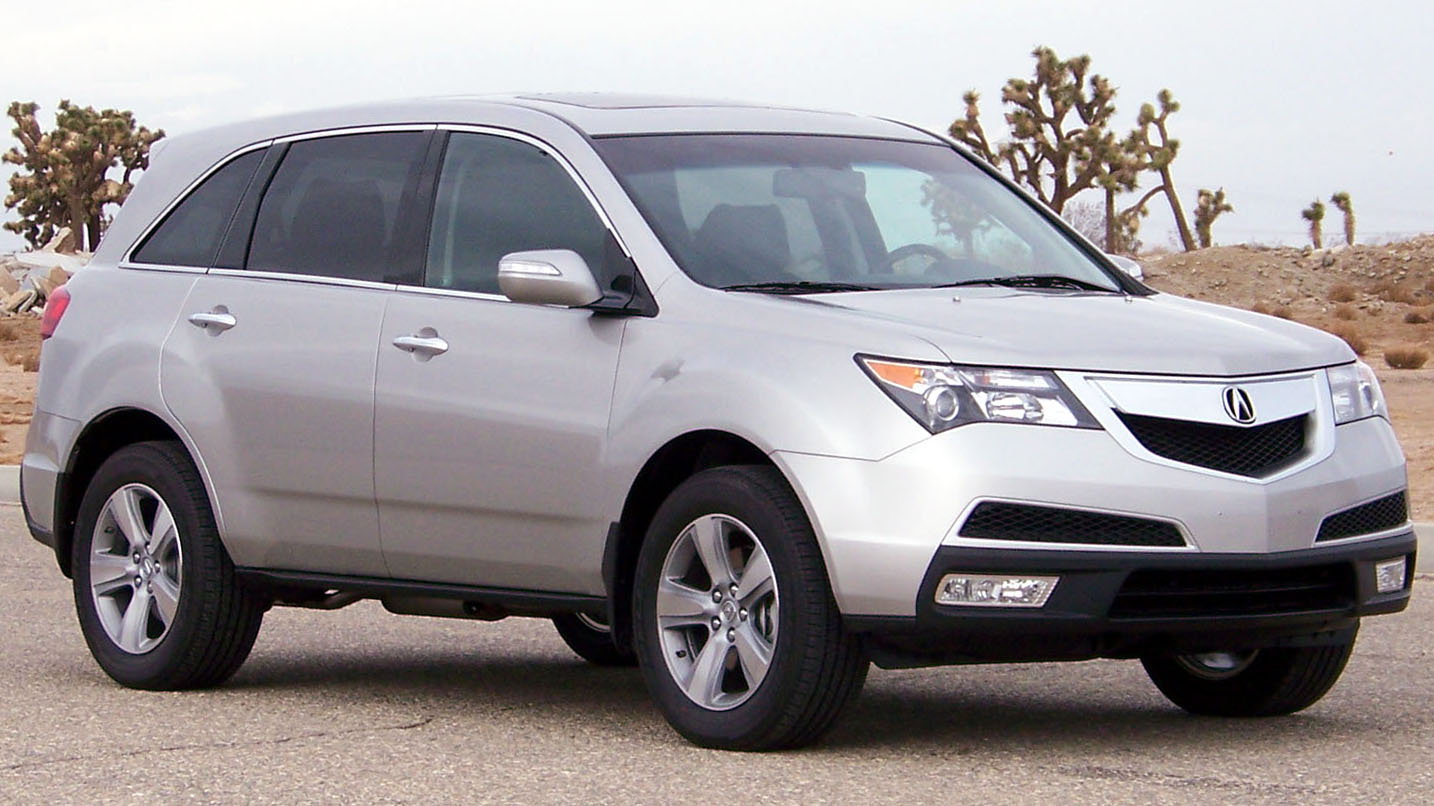
Acura MDX (2010-2013)

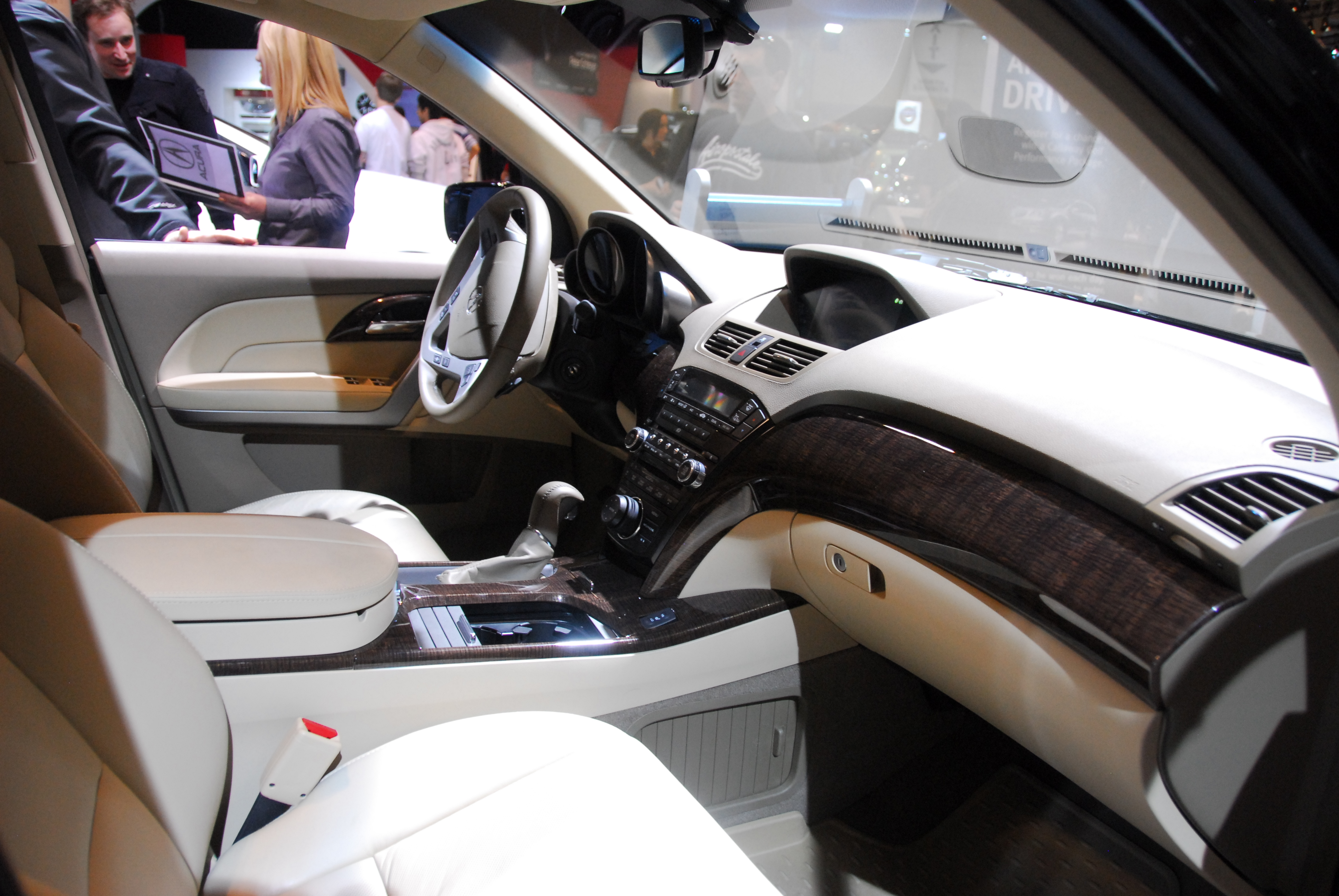

Друге покоління MDX було випускається з 17 жовтня 2006 року.
Оснащувалося 3,7-літровим V-подібним 6-циліндровим бензиновим двигуном з системою VTEC, потужністю 300 к.с., крутним моментом 366 Нм, 5-ст. АКПП, повним приводом Super Handling All-Wheel Drive (SH-AWD) з активним заднім диференціалом і незалежною багатоважільною підвіскою.
У 2010 році модель оновили, автомобіль отримав нову 6-ст. АКПП.

### Двигун
Бензиновий
- 3.7 л SOHC VTEC J37A1 V6 300 к.с. при 6000 об/хв 366 Нм при 5000 об/хв

## Третє покоління (2013-2020)

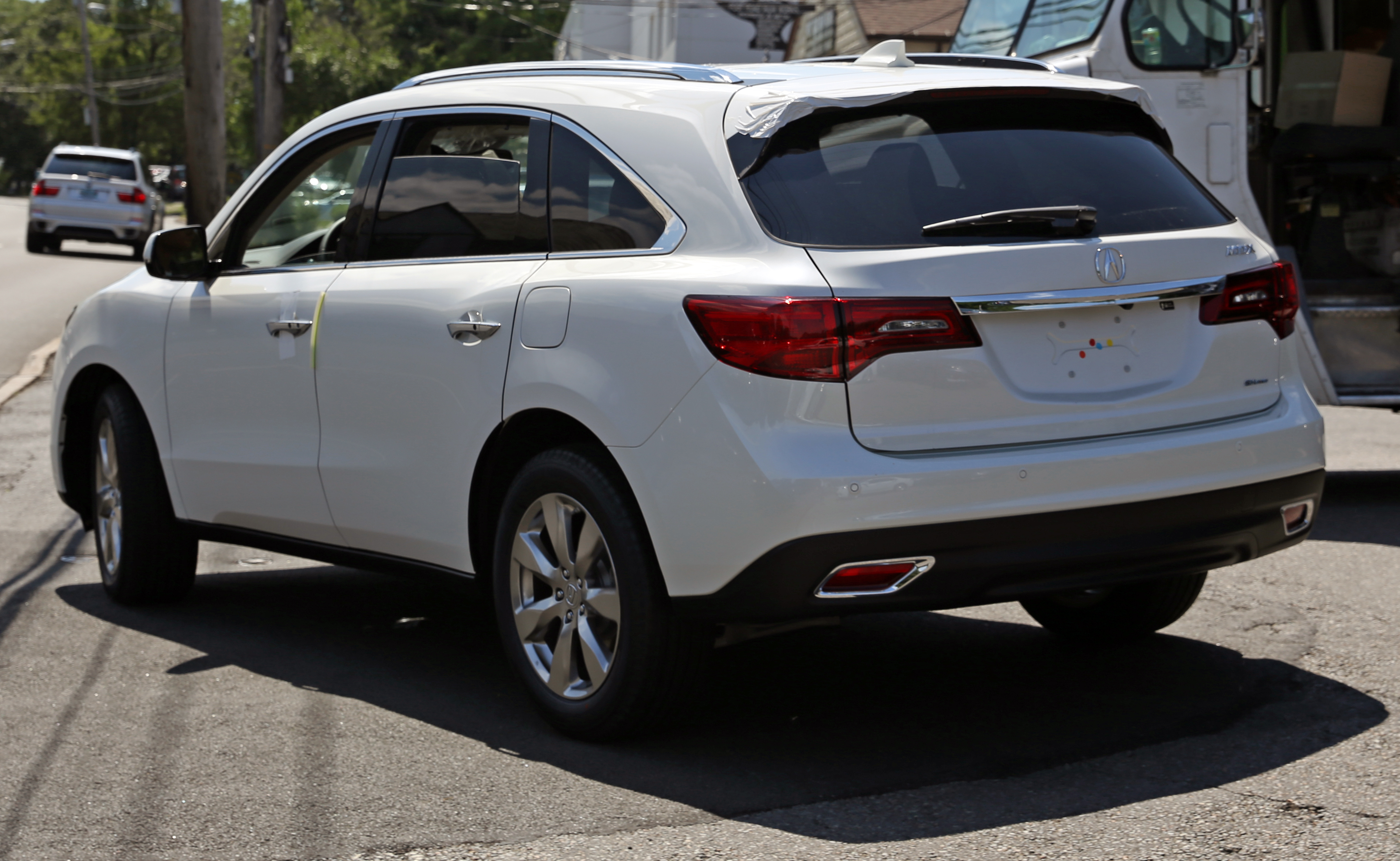
Acura MDX (з 2013)

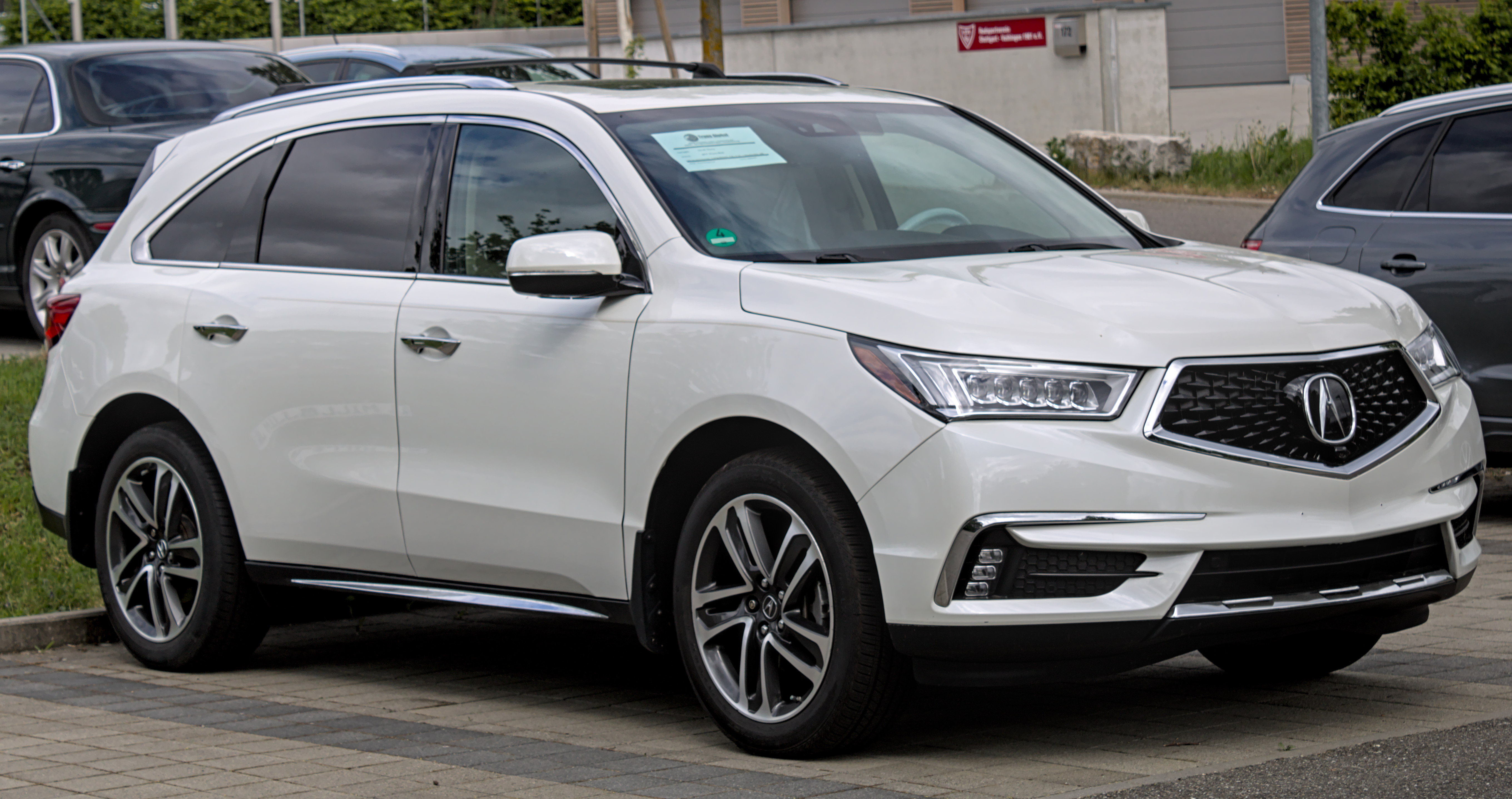
Acura MDX (з 2016)

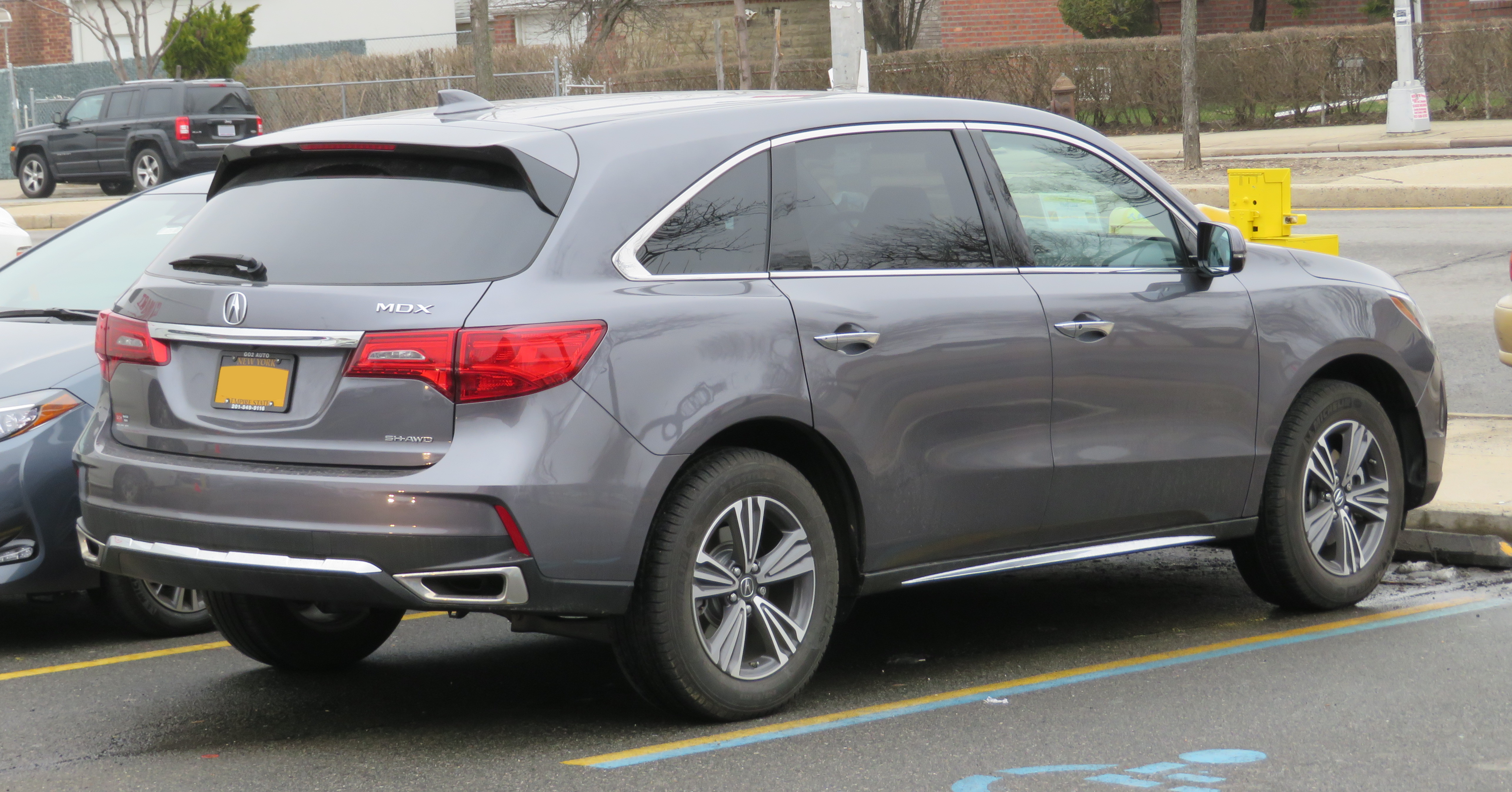
Acura MDX (з 2016)

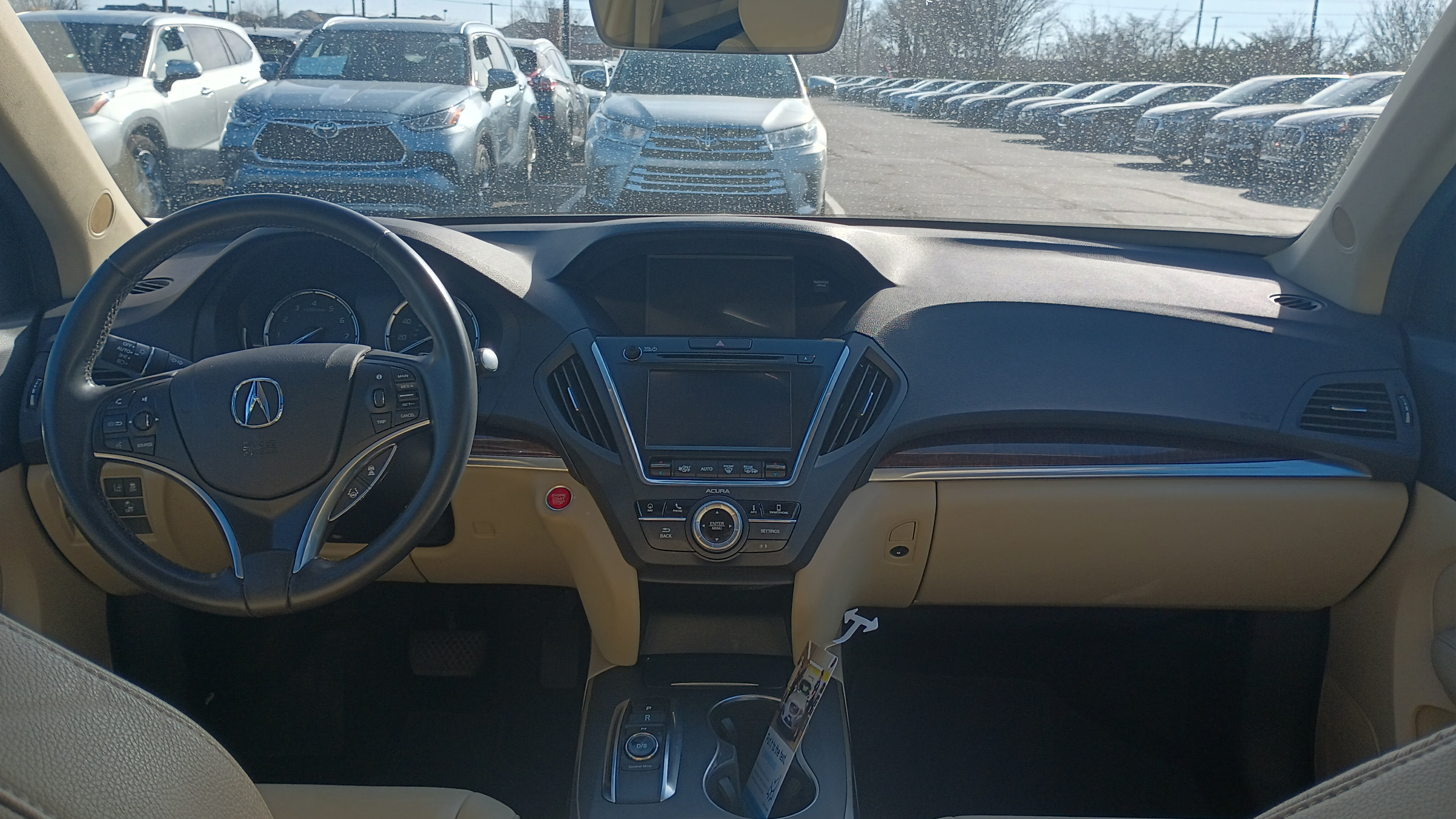

В 2013 році на автосалоні в Детройті представлений концепт-кар Acura MDX третього покоління. На Нью-Йоркському автосалоні того ж року представлено серійну модель. Автомобіль оснащений переднім або повним приводом SH-AWD, бензиновим двигуном 3.5 л Earth Dreams J35Y5 24 клапана V6 SOHC i-VTEC потужністю 294 к.с. при 6200 об/хв і крутним моментом 362 Нм при 4500 об/хв і 6-ст. АКПП.
Для забезпечення максимальної точності управління, роботи з налаштування підвіски, рульового управління, системи динамічної стабілізації і системи повного приводу проводилися на легендарній гоночній трасі Нюрбургринг.
Відмінною особливістю Acura MDX є світлодіодна головна оптика Jewel Eye™, що складається з десяти лінз, які можуть працювати як денні ходові вогні, ближнє і дальнє світло.
Покращення 2014 року були більше спрямовані на створення розкішного вигляду ніж на забезпечення спортивних відчуттів. Рівень дорожнього шуму в салоні був значно знижений і їзда стала абсолютно зручною. Покращилась система протиаварійного захисту і став доступним високотехнологічний механізм безпеки.
Посеред циклу 2016 року були представлені такі оновлення як: 9-ступенева автоматична коробка передач ZF 9HP і наділена розширеними можливостями система безпеки  Acura Watch Plus. Acura урізноманітнила оздоблення салону і додала більш стандартне устаткування. 

### Двигуни
Бензиновий
- 3.5 л SOHC i-VTEC J35Y5 V6 294 к.с. при 6200 об/хв 362 Нм при 4500 об/хв

Гібридний
- 3.0 л SOHC i-VTEC Sport Hybrid V6 325 к.с. при 6300 об/хв 392 Нм 5000 об/хв

## Четверте покоління (з 2021)

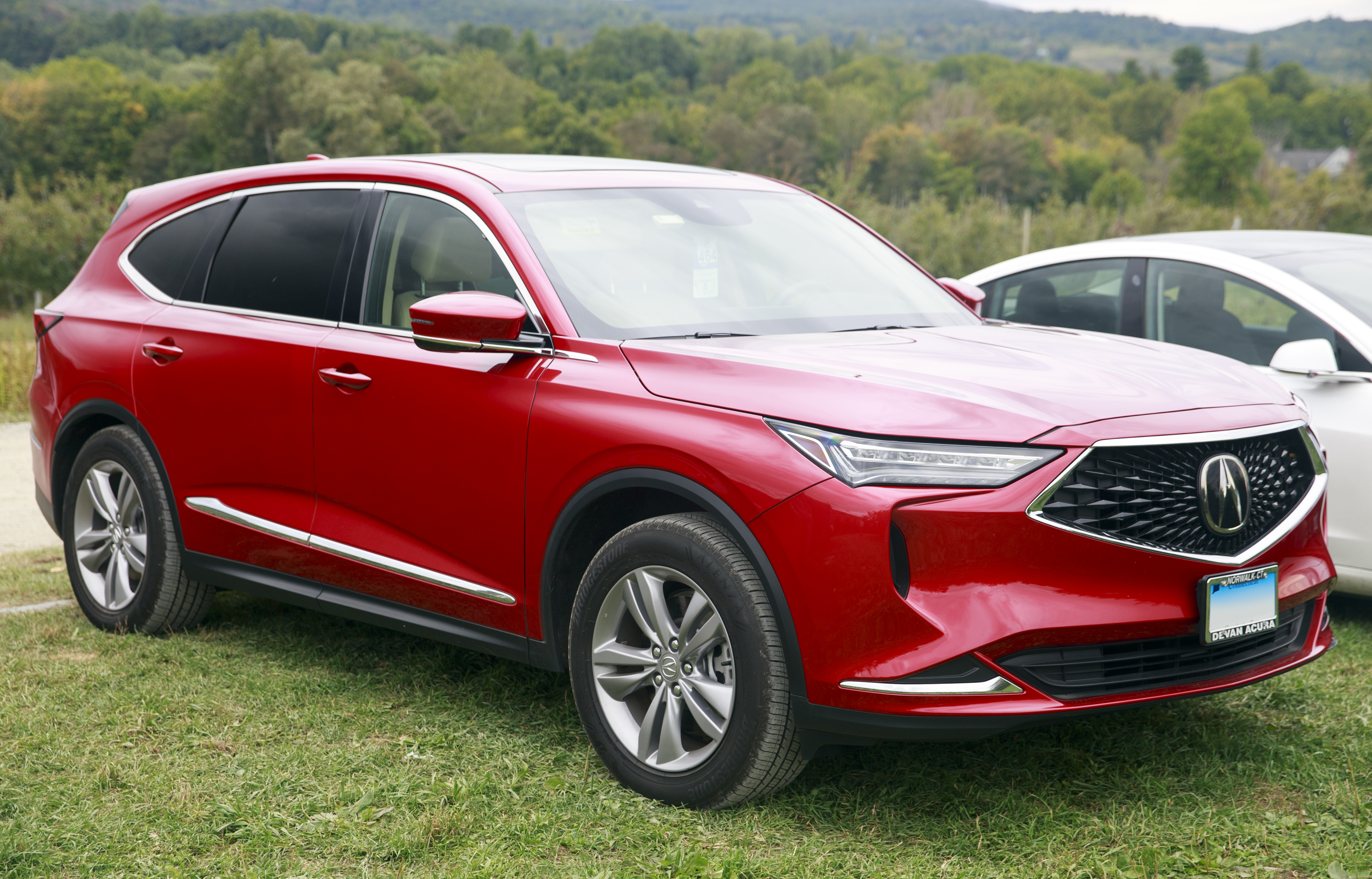

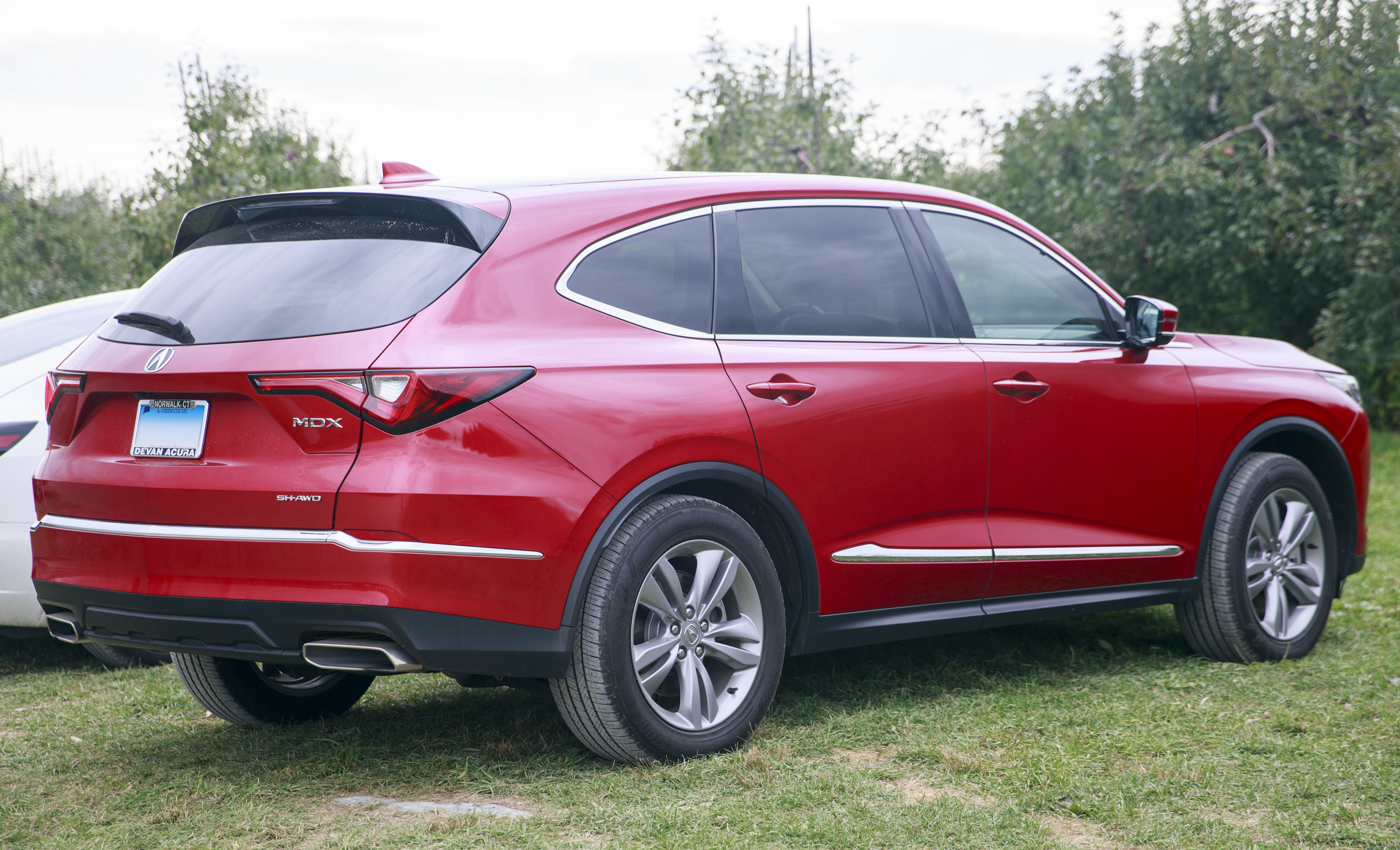
Acura MDX A-Spec

У жовтні 2020 року було представлено четверте покоління кросовера.
Acura MDX перейшла на нову платформу й стала довшою, ширшою й нижчою.
Базовий Acura MDX отримає 3,5-літровий V6, характеристики якого поки не уточнюються. MDX Type S (надійде в продаж на півроку пізніше) пообіцяли трилітрову «турбошістку» на 360 к.с. і 480 Нм від седана TLX Type S. Обидва двигуни поєднуються тільки з 10-ступеневим автоматом і фірмовим повним приводом Super Handling All-Wheel Drive (SH-AWD) з роздільними муфтами для задніх коліс.
Розмір багажника оновленої Acura MDX 2022 складає 460 л. Складання третього ряду збільшує вантажний відсік до 900 л, другого - до 2020 л.
Acura MDX 2023 з базовим 290-сильним 3,5-літровим V6 розганяється до 100 км/год за 6,5 с. Середня витрата пального базової версії MDX складає 10,7 л/100 км.
У 2025 році Acura оновила мультимедіа MDX. Позашляховик отримав 12,3-дюймовий сенсорний інформаційно-розважальний екран з інтерфейсом Google.

### Двигуни
- 3.0 L J30AC V6 (turbo, Type-S)
- 3.5 L J35Y5 V6

## Продажі в США
| Рік  | Усього |
| ---- | ------ |
| 2000 | 9,750  |
| 2001 | 40,950 |
| 2002 | 52,955 |
| 2003 | 57,281 |
| 2004 | 59,505 |
| 2005 | 57,948 |
| 2006 | 54,121 |
| 2007 | 58,606 |
| 2008 | 45,377 |
| 2009 | 31,178 |
| 2010 | 47,210 |
| 2011 | 43,271 |
| 2012 | 50,854 |
| 2013 | 53,040 |
| 2014 | 65,603 |
| 2015 | 58,208 |
| 2016 | 55,495 |
| 2017 | 54,886 |

## Зноски
1. ↑  Технічні характеристики і фотогалерея. Архів оригіналу за 2 липня 2010. Процитовано 31 липня 2010.
2. ↑  Acura представила нове покоління кросовера MDX [Архівовано 26 січня 2021 у Wayback Machine.] (рос.)
3. ↑  Як ми тестували Acura MDX 2023 року. Automoto.ua. AutoMoto.ua (укр.). Процитовано 30 січня 2023.
4. ↑  Як ми тестували Acura MDX 2024 року. AUTOMOTO.UA. AUTOMOTO.UA (укр.). Процитовано 27 грудня 2023.
5. ↑  Як ми тестували Acura MDX 2025 року. AUTOMOTO.UA. AUTOMOTO.UA (укр.). Процитовано 13 січня 2025.
6. ↑  Honda Media Newsroom Release: American Honda Sets All-Time Sales Records. Hondanews.com. Архів оригіналу за 27 червня 2013. Процитовано 11 вересня 2009. [Архівовано 2012-07-23 у Wayback Machine.]
7. ↑  Honda Media Newsroom Release: American Honda Sets New All-Time Sales Record for 2002. Hondanews.com. Архів оригіналу за 27 червня 2013. Процитовано 11 вересня 2009. [Архівовано 2013-09-02 у Wayback Machine.]
8. ↑  Honda Media Newsroom Release: American Honda Sets New All-Time Sales Record. Hondanews.com. Архів оригіналу за 27 червня 2013. Процитовано 11 вересня 2009. [Архівовано 2012-07-23 у Wayback Machine.]
9. ↑  Honda Media Newsroom Release: American Honda Posts 10th Consecutive Year of Record Sales in 2006. Hondanews.com. Архів оригіналу за 27 червня 2013. Процитовано 11 вересня 2009. [Архівовано 2012-07-22 у Wayback Machine.]
10. ↑  Honda Media Newsroom Release: American Honda Reports 2008 Annual and December Monthly Sales. Hondanews.com. Архів оригіналу за 27 червня 2013. Процитовано 11 вересня 2009. [Архівовано 2013-05-12 у Wayback Machine.]
11. ↑  Архівована копія. Архів оригіналу за 9 липня 2013. Процитовано 30 квітня 2013.{{cite web}}:  Обслуговування CS1: Сторінки з текстом «archived copy» як значення параметру title (посилання)
12. ↑  Архівована копія. Архів оригіналу за 16 серпня 2012. Процитовано 30 квітня 2013.{{cite web}}:  Обслуговування CS1: Сторінки з текстом «archived copy» як значення параметру title (посилання)
13. ↑  Archived copy. Архів оригіналу за 4 січня 2014. Процитовано 25 липня 2014.{{cite web}}:  Обслуговування CS1: Сторінки з текстом «archived copy» як значення параметру title (посилання) [Архівовано 2014-01-04 у Wayback Machine.]
14. ↑  Honda Division Breaks Annual Auto Sales Record as Honda and Acura Brands Set Numerous New Sales Marks. Honda Newsroom. Архів оригіналу за 14 липня 2015. Процитовано 14 липня 2015.
15. ↑  American Honda Sets New All-Time Annual Sales Record. Honda Newsroom. Архів оригіналу за 9 січня 2016. Процитовано 14 липня 2015.
16. ↑  Архівована копія. Архів оригіналу за 5 квітня 2018. Процитовано 5 квітня 2018.{{cite web}}:  Обслуговування CS1: Сторінки з текстом «archived copy» як значення параметру title (посилання)
17. ↑  Архівована копія. Архів оригіналу за 10 січня 2018. Процитовано 5 квітня 2018.{{cite web}}:  Обслуговування CS1: Сторінки з текстом «archived copy» як значення параметру title (посилання)